# Барнард, Эндрю
Сэр Эндрю Барнард (англ. Andrew Francis Barnard; 1773—1855) — офицер британской армии, генерал.
Служил на различных должностях в Вест-Индии, на мысе доброй Надежды, в Канаде, Нидерландах, Сицилии и Испании. Участник наполеоновских войн, в том числе в битве при Ватерлоо. После ухода в отставку с военной службы, находился на гражданских должностях.

## Биография
Родился в 1773 году в местечке Фон графства Донегол Ирландии. Сын доктора Генри Барнарда и его второй жены Сарры Робертсон.
Поступил в 1794 году на службу в шотландскую армию в 90-й полк в звании энсина, а в 1795 году служил лейтенантом 81-го полка. В апреле-августе 1795 года служил в Сан-Доминго и 2 декабря этого же года был переведён в 55-й полк.
Был в экспедиции в Вест-Индии под руководством сэра Ральфа Эберкромби. В 1799 году он участвовал в экспедиции в Ден-Хелдер, Нидерланды.
Звание майора Эндрю Барнард получил 1 января 1805 года. В 1806 году он участвовал в военных действиях в Сицилии и в сентябре 1807 года вернулся в Англию.
28 января 1808 года он получил звание генерал-полковника и находился в Северной Америке. В июле 1808 года был в Канаде и вернулся в Англию в августе 1809 года.
В период с 1810 по 1815 годы Эндрю Барнард участвовал в войнах против Наполеона.
Умер 17 января 1855 года в Челси.

## Награды
- Награждён орденом Св. Георгия 4-й степени (№ 3015; 6 августа 1815).
- Также награждён орденом Бани, королевским Гвельфским орденом, орденом Марии Терезии и другими наградами.[1]